# 남극 탐험의 영웅시대
남극 탐험의 영웅시대(Heroic Age of Antarctic Exploration)는 19세기 말에 시작하여 어니스트 섀클턴의 제국 남극 횡단 탐험대 생존자가 1917년 2월 9일 뉴질랜드의 웰링턴에 도착했을 때를 마지막으로 하는 시대이다.

## 같이 보기
- 남극 탐사 목록